# Престъпни намерения
„Престъпни намерения“ (на английски: Criminal Minds) е американски криминален сериал, драма на Си Би Ес стартирал на 22 септември 2005 година. Сериала разказва за един екип от профайлъри от отдела на ФБР за поведенчески анализ, базиран в Куантико, Вирджиния. Отдела за поведенчески анализ е част от Националния център за анализ на тежки престъпления към ФБР. Самият сериал се различава от много други драми, защото се фокусира върху профилирането на престъпника, наричан „субект“ или „неизвестен субект“, а не на самото престъпление.
CBS обявява през октомври 2009 г., че компанията „Legacy Interactive“ ще разработи видео игра, базирана на сериала. Играта ще изисква играчите да проучват местопрестъпления за улики, за да помогнат за разрешаването на мистериозни убийства.
На 11 май 2015 г. сериалът е подновен за единадесети сезон. На 6 май 2016 г. CBS подновява сериала за дванадесети сезон.
На 10 януари 2019 г. CBS подновява сериала за петнадесети и финален сезон, който започва на 8 януари 2020 г. и завършва 19 февруари 2020 г.
През юли 2022 г. Paramount+ официално подновява сериала.

## Сюжет
Сериалът разказва за група агенти профайлъри на ФБР от отдела за Поведенчески анализ в Куантико, Вирджиния, които разрешават криминални престъпления от всякакъв характер, но най-вече по-тежките такива. Екипът се ръководи от старши специален агент Арън Хочнър, който се слави с добра репутация в агенцията и е уважаван от всички. Останалите членове са специален агент Емили Прентис, специален агент Дерек Морган, специален агент д-р Спенсър Рийд, специален агент Дженифър Джару или накратко Джей Джей и Пенелъпи Гарсия, която е компютърният специалист на отдела и помага при проучването на случаите и заподозрените в престъпленията.
Всеки един от тях е с различен характер и специалист в областта си като например д-р Спенсър Рийд се слави със своята психология и умения да „влиза“ в умовете на престъпниците. Джей Джей е млада и красива агентка, която е пресаташето на групата, но също така участва плътно в разрешаването на случаите и участва активно в акциите. На екипа често му се случва да се сблъсква с брутални престъпления, серийни убийци, отвличания на деца, изнасилвания и т.н. и благодарение на задружната им работа и професионализъм успяват да доведат до успешен край случаите.

## Актьорски състав
- Манди Патинкин – Джейсън Гидиън
- Томас Гибсън – Арън Хочнър
- Лола Глаудини – Ел Гринуей
- Шемар Мур – Дерек Морган
- Матю Грей Гъблър – д-р Спенсър Рийд
- Ей Джей Кук – Дженифър „Джей Джей“ Джару
- Паджет Брюстър – Емили Прентис
- Джо Мантеня – Дейвид Роси
- Кирстен Вангснес – Пенелъпи Гарсия
- Рейчъл Никълс – Ашли Сийвър
- Дженифър Лав Хюит – Кейт Калахан

### Схема на участия
- Със зелен цвят героите участват в сезоните, с кафеникав не участва, а в бял е гост.

| Герой           | Позиция                               | Сезон | Сезон | Сезон | Сезон | Сезон | Сезон | Сезон | Сезон | Сезон | Сезон | Сезон | Сезон | Сезон |  |
| Герой           | Позиция                               | 1     | 2     | 3     | 4     | 5     | 6     | 7     | 8     | 9     | 10    | 11    | 12    | 13    |  |
| --------------- | ------------------------------------- | ----- | ----- | ----- | ----- | ----- | ----- | ----- | ----- | ----- | ----- | ----- | ----- | ----- |  |
| Джейсън Гидиън  | Старши специален агент                |       |       |       |       |       |       |       |       |       |       |       |       |       |  |
| Дейвид Роси     | Старши специален агент                |       |       |       |       |       |       |       |       |       |       |       |       |       |  |
| Арън Хочнър     | Шеф на екипа / Старши специален агент |       |       |       |       |       |       |       |       |       |       |       |       |       |  |
| Ел Гринуей      | Специален агент                       |       |       |       |       |       |       |       |       |       |       |       |       |       |  |
| Емили Прентис   | Специален агент                       |       |       |       |       |       |       |       |       | Гост  |       | Гост  |       |       |  |
| Алекс Блейк     | ФБР лингвистик експерт                |       |       |       |       |       |       |       |       |       |       |       |       |       |  |
| Дерек Морган    | Специален агент / Тактически треньор  |       |       |       |       |       |       |       |       |       |       |       | Гост  | Гост  |  |
| Спенсър Рийд    | Специален агент                       |       |       |       |       |       |       |       |       |       |       |       |       |       |  |
| Джей Джей       | Специален агент                       |       |       |       |       |       |       |       |       |       |       |       |       |       |  |
| Джордан Тод     | Комуникации                           |       |       |       |       |       |       |       |       |       |       |       |       |       |  |
| Ашли Сийвър     | ФБР кадет                             |       |       |       |       |       |       |       |       |       |       |       |       |       |  |
| Пенелъпи Гарсия | Технически аналитик / Комуникации     |       |       |       |       |       |       |       |       |       |       |       |       |       |  |
| Люл Алвес       | Специален агент                       |       |       |       |       |       |       |       |       |       |       |       |       |       |  |

## Епизоди
На 28 септември 2016 г. започна излъчването на 12-и сезон на сериала. От неговото начало през 2005 до 11 януари 2017 г. са излъчени 265 епизода.
|  | 1  | 22 | 22 септември 2005 | 10 май 2006      | 12.63 |
|  | 2  | 23 | 20 септември 2006 | 16 май 2007      | 14.05 |
|  | 3  | 20 | 26 септември 2007 | 21 май 2008      | 12.78 |
|  | 4  | 26 | 24 септември 2008 | 20 май 2009      | 14.95 |
|  | 5  | 23 | 23 септември 2009 | 26 май 2010      | 13.70 |
|  | 6  | 24 | 22 септември 2010 | 18 май 2011      | 14.11 |
|  | 7  | 24 | 21 септември 2011 | 16 май 2012      | 13.20 |
|  | 8  | 24 | 26 септември 2012 | 22 май 2013      | 12.15 |
|  | 9  | 24 | 25 септември 2013 | 14 май 2014      | 10.88 |
|  | 10 | 23 | 1 октомври 2014   | 6 май 2015       | 14.11 |
|  | 11 | 22 | 30 септември 2015 | 4 май 2016       | 12.20 |
|  | 12 | 22 | 28 септември 2016 | 10 май 2017      |       |
|  | 13 | 22 | 27 септември 2017 | 18 април 2018    |       |
|  | 14 | 15 | 3 октомври 2018   | 6 февруари 2019  |       |
|  | 15 | 10 | 8 януари 2020     | 19 февруари 2020 |       |

## „Престъпни намерения“ в България
В България сериалът започва да се излъчва първо по AXN и е със субтитри на български. Трети сезон е озвучен и дублажът е на студио Александра Аудио. В дублажа участват Сава Пиперов и Цанко Тасев.
През 2007 г. започва излъчване по Fox Crime. На 3 февруари 2014 г. премиерно започва излъчването на девети сезон, всеки понеделник и вторник от 21:45 с повторение в неделя от 21:55. На 22 декември 2014 г. премиерно за България започва излъчването на десети сезон, всеки понеделник от 22:00. На 21 декември 2015 г. започва премиерно излъчването на единайсети сезон, всеки понеделник от 22:00. На 2 януари 2017 г. започва дванайсети сезон, всеки понеделник от 22:00. През 2018 г. започва тринайсети сезон. На 14 януари 2019 г. започва премиерно четиринайсети сезон, всеки понеделник от 22:00. На 14 април 2020 г. започва петнайсети сезон, всеки вторник от 22:00. На 2 октомври 2023 г. започва шестнайсети сезон, всеки понеделник от 22:00. В първите два сезона и от седми дублажът е на студио Доли, а от трети до шести е на Диема Вижън, чието име не се споменава.
През 2009 г. започва повторно излъчване от първи сезон по Нова телевизия. След няколкогодишна пауза на 1 ноември 2021 г. започва седми сезон със разписание всеки делник от 23:30 и свършва на 2 декември. На 3 декември започва осми сезон и завършва на 7 януари 2022 г. На 10 януари започва девети сезон и свършва на 10 февруари. На 11 февруари започва десети сезон и приключва на 15 март. На 16 март започва единайсети сезон и завършва на 14 април. На 15 април започва дванайсети сезон. От 19 април вече се излъчва всеки делник от 00:00. На 17 май започва тринайсети сезон и завършва на 15 юни. На 16 юни започва четиринайсети сезон и приключва на 12 юли. На 13 юли започва петнайсети сезон и завършва на 26 юли. В първи сезон дублажът е на студио Доли, а от втори е на Диема Вижън, чието име не се споменава.
На 28 февруари 2022 г. започва повторение на трети сезон по Диема и свършва на 25 март. На 28 март започва четвърти сезон и свършва на 2 май. На 3 май започва пети сезон и завършва на 2 юни. На 3 юни започва седми сезон и свършва на 6 юли. На 7 юли започва осми сезон и свършва на 10 август. На 11 август започва първи сезон и свършва на 9 септември. На 12 септември започва втори сезон и свършва на 12 октомври. На 13 октомври започва пети сезон и свършва на 14 ноември. На 15 ноември започва шести сезон и свършва на 28 декември. На 29 декември започва седми сезон и завършва на 31 януари 2023 г. На 1 февруари започва осми сезон и свършва на 6 март. На 7 март започва първи сезон и завършва на 5 април. На 6 април започва втори сезон и свършва на 8 май. На 9 май започва пети сезон и завършва на 9 юни. На 12 юни започва шести сезон и завършва на 13 юли. На 14 юли започва седми сезон.
В дублажа на студио Доли ролите се озвучават от артистите Биляна Петринска, Ирина Маринова в първи сезон, Милена Живкова от втори, Силви Стоицов, Иван Танев и Виктор Танев. В първите два епизода от първи сезон Ирина Маринова е заместена от Янина Кашева. В единайсети, дванайсети и тринайсети епизод от първи сезон Иван Танев отсъства и Силви Стоицов поема ролите му. В четиринайсети и петнайсети епизод от първи сезон Биляна Петринска е заместена от Яница Митева. В първите три епизода от дванайсети сезон Милена Живкова е заместена от Ева Данаилова. В последните три епизода от дванайсети и тринайсети сезон Биляна Петринска е заместена от Ева Данаилова. В последните три епизода от петнайсети сезон Живкова е заместена от Симона Стоянова. В дублажа на Диема Вижън ролите се озвучават от Ани Василева, Ирина Маринова във втори и трети сезон, Даниела Йорданова от четвърти, Силви Стоицов, Николай Николов и Христо Узунов.